# Marlon de Jesús
Marlon Jonathan de Jesús Pabón (ur. 4 września 1991 w Ibarrze) – ekwadorski piłkarz występujący na pozycji napastnika, obecnie zawodnik portugalskiej Arouki.

## Kariera klubowa
De Jesús pochodzi z miasta Ibarra, stolicy prowincji Imbabura i jest wychowankiem tamtejszej akademii piłkarskiej CD Valle del Chota, prowadzonej przez byłego reprezentanta kraju Agustína Delgado. Stamtąd jako czternastolatek przeniósł się do klubu CD El Nacional ze stołecznego Quito, a przez kilka kolejnych miesięcy przebywał również na testach w zespołach takich jak argentyński River Plate czy brazylijskie Grêmio. Do seniorskiej drużyny El Nacional został włączony w 2007 roku, wówczas także już w wieku piętnastu lat zadebiutował w ekwadorskiej Serie A. Premierowego gola w najwyższej klasie rozgrywkowej strzelił natomiast 19 maja tego samego roku w wygranym 3:1 spotkaniu z Deportivo Quito. Przez kolejne kilka lat pełnił jednak wyłącznie rolę rezerwowego dla napastników takich jak Christian Benítez, Iván Kaviedes czy Marwin Pita i miejsce w wyjściowym składzie wywalczył sobie dopiero w kwietniu 2010, zostając wówczas czołowym strzelcem ekipy.
Wiosną 2011 De Jesús przeszedł do innego klubu ze stolicy – Deportivo Quito, gdzie jako podstawowy piłkarz spędził sześć miesięcy bez większych sukcesów, po czym wskutek udanych występów w młodzieżowej reprezentacji przeniósł się do ówczesnego mistrza Izraela – drużyny Maccabi Hajfa. W tamtejszej Ligat ha’Al zadebiutował 18 września 2011 w wygranej 3:1 konfrontacji z Hapoelem Ironi Riszon le-Cijjon, lecz w ciągu półrocznego pobytu w Maccabi pełnił wyłącznie rolę rezerwowego i nie strzelił żadnego gola. Bezpośrednio po tym zdecydował się powrócić do ojczyzny, podpisując umowę z ekipą CS Emelec z siedzibą w Guayaquil. Tam od razu został kluczowym i najskuteczniejszym zawodnikiem drużyny, tworząc jej siłę ofensywną z Ennerem Valencią czy Luciano Figueroą. W sezonie 2012 wywalczył ze swoją ekipą tytuł wicemistrza Ekwadoru, a ogółem w barwach Emeleku spędził półtora roku.
We wrześniu 2013 De Jesús za sumę trzech milionów dolarów zasilił meksykańską drużynę CF Monterrey. W Liga MX zadebiutował 7 września 2013 w przegranym 0:1 meczu z Américą, a jeszcze w tym samym roku wziął udział w Klubowych Mistrzostwach Świata, podczas których jego zespół zajął piąte miejsce. Premierowego gola w lidze meksykańskiej strzelił 12 stycznia 2014 w zremisowanym 1:1 pojedynku z Pueblą, jednak mimo regularnych występów nie zdołał spełnić pokładanych w nim oczekiwań. W lipcu 2014 udał się na wypożyczenie do niżej notowanego klubu Puebla FC, jednak tam przez sześć miesięcy zanotował zaledwie dwa ligowe występy, będąc głębokim rezerwowym drużyny. Mimo to w jesiennym sezonie Apertura 2014 dotarł mimo to z Pueblą do finału pucharu Meksyku – Copa MX.
Wiosną 2015 De Jesús kolejny raz wrócił do Ekwadoru, gdzie na zasadzie wypożyczenia został piłkarzem zespołu Barcelona SC. W barwach ekipy z Guayaquil zanotował nieudany, półroczny pobyt, pełniąc wyłącznie rolę alternatywy dla Ismaela Blanco. Złą passę kontynuował również w kolumbijskim Cúcuta Deportivo, gdzie 16 sierpnia w zremisowanym 0:0 spotkaniu z Cortuluą zadebiutował w Categoría Primera A. Przez sześć miesięcy ani razu nie wpisał się na listę strzelców i na koniec sezonu 2015 spadł z Cúcutą do drugiej ligi. Zaraz potem udał się na wypożyczenie do swojego macierzystego CD El Nacional, gdzie bez poważniejszych osiągnięć grał przez pół roku. W lipcu 2016 – również na zasadzie wypożyczenia – zasilił portugalski zespół FC Arouca, w Primeira Liga debiutując 14 sierpnia 2016 w przegranej 0:2 konfrontacji z Boavistą.

## Kariera reprezentacyjna
W styczniu 2009 De Jesús został powołany przez szkoleniowca Julio Césara Rosero do reprezentacji Ekwadoru U-20 na Mistrzostwa Ameryki Południowej U-20. Na wenezuelskich boiskach był podstawowym zawodnikiem swojej drużyny i wystąpił we wszystkich czterech spotkaniach w wyjściowym składzie. Jego kadra odpadła natomiast z rozgrywek już w pierwszej rundzie, ze względu na niekorzystny wynik losowania poprzez rzut monetą, premiujący posiadającą identyczny bilans Kolumbię. Dwa lata później po raz kolejny znalazł się w składzie młodzieżowej reprezentacji na Mistrzostwa Ameryki Południowej U-20, gdzie rozegrał siedem z dziewięciu możliwych meczów (trzy w pierwszej jedenastce), zaś jego drużyna – prowadzona przez trenera Sixto Vizuete – zajęła ostatecznie czwarte miejsce. Kilka miesięcy później został powołany na Mistrzostwa Świata U-20 w Kolumbii, podczas których był pewnym punktem drużyny narodowej – wystąpił we wszystkich czterech spotkaniach od pierwszej minuty i strzelił dwa gole w meczu fazy grupowej z Kostaryką (3:0). Ekwadorczycy odpadli natomiast z młodzieżowego mundialu w 1/8 finału, ulegając Francji (0:1).
W seniorskiej reprezentacji Ekwadoru De Jesús zadebiutował za kadencji kolumbijskiego selekcjonera Reinaldo Ruedy, 4 września 2010 w wygranym 2:1 meczu towarzyskim z Meksykiem. Wziął udział w udanych dla jego kadry eliminacjach do Mistrzostw Świata 2014, podczas których wystąpił w jednym spotkaniu, lecz nie znalazł się ostatecznie w kadrze na mundial.

## Statystyki kariery

### Klubowe
| El Nacional     | 2007       | Ekwador    | Serie A       | 7   | 2  | — | —       | —                  | —  | —   | 7   | 2  |
| El Nacional     | 2008       | Ekwador    | Serie A       | 3   | 0  | — | —       | —                  | —  | —   | 3   | 0  |
| El Nacional     | 2009       | Ekwador    | Serie A       | 6   | 0  | — | —       | —                  | —  | —   | 6   | 0  |
| El Nacional     | 2010       | Ekwador    | Serie A       | 32  | 12 | — | —       | —                  | —  | —   | 32  | 12 |
| Deportivo Quito | 2011       | Ekwador    | Serie A       | 14  | 1  | — | —       | —                  | —  | —   | 14  | 1  |
| Maccabi Hajfa   | 2011–2012  | Izrael     | Ligat ha’Al   | 6   | 0  | — | —       | LE                 | 2  | 0   | 8   | 0  |
| Emelec          | 2012       | Ekwador    | Serie A       | 43  | 13 | — | —       | CL + CS            | 13 | 1   | 56  | 14 |
| Emelec          | 2013       | Ekwador    | Serie A       | 23  | 11 | — | —       | CL + CS            | 10 | 1   | 33  | 12 |
| Monterrey       | 2013–2014  | Meksyk     | Liga MX       | 16  | 2  | 6 | 1       | KMŚ                | 1  | 0   | 23  | 3  |
| Puebla          | 2014–2015  | Meksyk     | Liga MX       | 2   | 0  | 1 | 0       | —                  | —  | —   | 3   | 0  |
| Barcelona       | 2015       | Ekwador    | Serie A       | 12  | 2  | — | —       | CL                 | 3  | 0   | 15  | 2  |
| Cúcuta          | 2015       | Kolumbia   | Primera A     | 8   | 0  | — | —       | —                  | —  | —   | 8   | 0  |
| El Nacional     | 2016       | Ekwador    | Serie A       | 12  | 1  | — | —       | —                  | —  | —   | 12  | 1  |
| FC Arouca       | 2016–2017  | Portugalia | Primeira Liga | 0   | 0  | — | —       | LE                 | 0  | 0   | 0   | 0  |
| Ogółem          |            |            |               |     |    |   |         |                    |    |     |     |    |
| Ekwador         | Ekwador    | Ekwador    | 152           | 42  | —  | — | CL + CS | 26                 | 2  | 178 | 44  |    |
| Izrael          | Izrael     | Izrael     | 6             | 0   | —  | — | LE      | 2                  | 0  | 8   | 0   |    |
| Meksyk          | Meksyk     | Meksyk     | 18            | 2   | 7  | 1 | KMŚ     | 1                  | 0  | 26  | 3   |    |
| Kolumbia        | Kolumbia   | Kolumbia   | 8             | 0   | —  | — | —       | —                  | —  | 8   | 0   |    |
| Portugalia      | Portugalia | Portugalia | 0             | 0   | —  | — | LE      | 0                  | 0  | 0   | 0   |    |
| Ogółem          | Ogółem     | Ogółem     | Ogółem        | 184 | 44 | 7 | 1       | LE + CL + CS + KMŚ | 29 | 2   | 220 | 47 |

- LE – Liga Europy UEFA
- CL – Copa Libertadores
- CS – Copa Sudamericana
- KMŚ – Klubowe Mistrzostwa Świata

### Reprezentacyjne
| Ekwador | Ekwador | 2010   | 1 | 0 | — | — | — | — | — | 1 | 0 |
| Ekwador | Ekwador | 2011   | 1 | 0 | — | — | — | — | — | 1 | 0 |
| Ekwador | Ekwador | 2012   | — | — | — | — | — | — | — | 0 | 0 |
| Ekwador | Ekwador | 2013   | 1 | 0 | 1 | 0 | — | — | — | 2 | 0 |
| Ogółem  | Ogółem  | Ogółem | 3 | 0 | 1 | 0 | — | — | — | 4 | 0 |